# Golding Campina
Golding Campina is een Belgische pils.
Het bier wordt gebrouwen in Brouwerijen Alken-Maes te Alken.
Het is een blond bier, type pils met een alcoholpercentage van 5%.

Golding Campina werd in 1930 op de markt gebracht door Brouwerij Campina te Dessel. De productie van het bier kwam in 1989 in handen van Alken-Maes na de overname van de brouwerij. In 2005 werd beslist om het bier enkel nog in vaten op de markt te brengen.